# Euro à Saint-Marin
- États membres de la zone euro : 20 pays (Allemagne, Autriche, Belgique, Chypre, Croatie, Espagne, Estonie, Finlande, France, Grèce, Irlande, Italie, Lettonie, Lituanie, Luxembourg, Malte, Pays-Bas, Portugal, Slovaquie, Slovénie)
- Micro-États non membres de l'UE utilisant l'euro avec l'accord de l'UE : 4 pays (Andorre, Monaco, Saint-Marin et Vatican)
- États non membres de l'UE qui ont adopté l'euro unilatéralement : 2 pays (Kosovo et Monténégro)
- États membres de l'Union européenne (UE) qui ont rejoint le MCE II : 1 pays (Bulgarie)
- État membre de l'UE faisant partie du MCE II mais qui est exempté de l'obligation de rejoindre la zone euro (Danemark).
- États membres de l'UE qui ont l'obligation  de rejoindre la zone euro : 5 pays (Hongrie, Pologne, Roumanie, Suède et Tchéquie)

La république de Saint-Marin a adopté l'euro comme monnaie officielle le 1er janvier 1999, en même temps que la République italienne et dix autres États membres de l'Union européenne. Le pays ne fait pas partie de la zone euro, ni de l'Union européenne, mais peut cependant frapper ses pièces en vertu d'accords plus anciens avec l'Italie et d'une décision du Conseil de l'Union européenne.

## Historique
Saint-Marin est l'une des plus anciennes républiques du monde et possède sa propre monnaie, la lire de Saint-Marin depuis 1865, et une banque centrale depuis 2005. En raison de son enclavement géographique en Italie, elle possède des relations d'amitié profondes et anciennes avec cette dernière. Le gouvernement de la République italienne a conclu avec celui de la république de Saint-Marin plusieurs accords (1939 et 1991) permettant aux pièces et billets émis par l'Italie d'avoir cours légal et d'être utilisés au sein de Saint-Marin et réciproquement. Avec le passage de l'Italie à l'euro, ces accords ont été adaptés et renouvelés. Saint-Marin ne peut émettre qu'une quantité limitée de pièces avec sa face nationale, mais ne peut pas émettre de billets (dont les faces sont communes). Dans la pratique, elles sont frappées en par l'Istituto Poligrafico e Zecca dello Stato (IPZS) à Rome.
Sur la base de la déclaration no 6 relative aux relations monétaires avec la république de Saint-Marin, la Cité du Vatican et la principauté de Monaco, annexée à l'acte final de Maastricht, le Conseil du 31 décembre 1998 a arrêté trois décisions sur la position à adopter par la Communauté en ce qui concerne un accord sur les relations monétaires avec ces trois États.

## Compléments